# Kortstjärtad vävare
Kortstjärtad vävare (Brachycope anomala) är en fågel i familjen vävare inom ordningen tättingar.

## Utseende och läte
Kortstjärtad vävare är en liten och udda finkliknande vävare med kort och stubbad stjärt. Hanen i häckningsdräkt har gulaktig hjässa och en svart ansiktsmask. Hane utanför häckningstid, honan och ungfågeln är alla beigefärgade med svartaktiga fjäderkanter på ovansidan. I den senare dräkten kan den förväxlas med en rad andra små och färglösa fåglar, men den korta stjärten är unik. Lätena är relativt enkla, upprepade hårda "djet". 

## Utbredning och systematik
Kortstjärtad vävare förekommer i sydöstra Kamerun och längs stränderna i Kongoflodsystemet i Kongo-Kinshasa. Den placeras som enda art i släktet Brachycope och behandlas som monotypisk, det vill säga att den inte delas in i några underarter.

## Levnadssätt
Kortstjärtad vävare hittas lokalt i gläntor och öppningar nära stora floder i skogklädda Kongobäckenet. Den ses i par eller smågrupper.

## Status och hot
Arten har ett stort utbredningsområde och en stor population med stabil utveckling och tros inte vara utsatt för något substantiellt hot. Utifrån dessa kriterier kategoriserar internationella naturvårdsunionen IUCN arten som livskraftig (LC). Världspopulationen har inte uppskattats men den beskrivs som lokalt vanlig.